# Joachim Camerarius der Jüngere

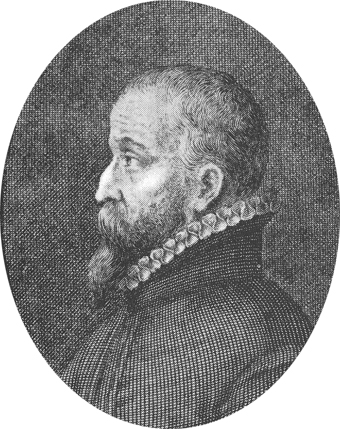
Joachim Camerarius der Jüngere

Joachim Camerarius der Jüngere, auch Joachim Cammermeister (* 6. November 1534 in Nürnberg; † 11. Oktober 1598 ebenda) war ein deutscher Arzt, Botaniker und Naturforscher. Ludwig Camerarius war sein Sohn.

## Leben und Wirken
Der Sohn von Joachim Camerarius dem Älteren besuchte das Gymnasium Schulpforta. Er studierte Medizin an der Universität Wittenberg, wo einer seiner Lehrer Philipp Melanchthon war. Camerarius wechselte an die Universität Leipzig, kam nach Breslau, wo er unter Anleitung des Johann Crato von Krafftheim sich in „Praxi medica“ übte. Auf dessen Rat studierte er in Padua weiter, wo er sich am 5. November 1559 immatrikulierte. Am 27. Juli 1562 wurde Camerarius an der Universität Bologna zum Doktor der Medizin promoviert.
Joachim Camerarius ließ sich 1564 als Arzt in Nürnberg nieder, wo er bis zu seinem Tod Stadtarzt blieb. Er setzte sich in Nürnberg für die Neuordnung des Medizinwesens ein. Aufgrund seiner Anregung wurde am 27. Mai 1592 in Nürnberg das „Collegium medicum“, eine Art städtische Ärztekammer gegründet, in dem sich alle Nürnberger Ärzte zusammenschlossen und deren Vorsitz er übernahm.
Camerarius legte den ersten wissenschaftlich geordneten botanischen Garten in Nürnberg an.
Nach dem Tode von Johannes Thal gab er dessen „Silva Hercynia“ heraus. Außerdem ergänzte er das Kräuterbuch von Pietro Andrea Mattioli durch eigene Beschreibungen sowie durch Angaben, die Conrad Gessner hinterlassen hatte. Sein Buch „Camerarius-Florilegium“ wurde von seinem Neffen Joachim Jungermann (ca. 1561–1591), mit 473 farbigen Zeichnungen illustriert.
Charles Plumier benannte ihm zu Ehren die Gattung Cameraria der Pflanzenfamilie der Hundsgiftgewächse (Apocynaceae). Carl von Linné übernahm später diesen Namen.

## Schriften (Auswahl)
- DE PLANTIS Epitome vtilissima, PETRI ANDREAE MATTHIOLI SENENSIS, MEDICI EXCELlentissimi, &c.NOVIS PLANE, ET AD VIVVM EXPRESSIS ICOnibus, descriptionibusq́; longè & pluribus & accuratiorib.nunc primum || diligenter aucta, & locupletata, à D.IOACHIMO CAMERARIO, MEDICO CELEberrimo inclytae Reip.Noribergensis. […] ACCESSIT […] liber singularis de itinere ab vrbe Verona in Baldum montem […] auctore FRANCISCO CALCEOLARIO, PHARMACOPOEO VERONENSI. (Digitalisat).
- Kreutterbuch Desz Hochgelehrten vnnd weitberuͤhmten Herrn D. Petri Andreae Matthioli, Jetzt widerumb mit viel schoͤnen neuwen Figuren auch nuͤtzlichen Artzeneyen vnd andern guten stuͤcken auß sonderm fleiß gemehret vnd verfertigt Durch Ioachimum Camerarium der loͤblichen Reichsstatt Nuͤrmberg Medicum, Doct. Sampt dreyen wolgeordneten nuͤtzlichen Registern der Kreutter Lateinische vnd Deutsche Namen vnd dann die Artzeneyen/ darzu dieselbigen zu gebrauchen jnnhaltendt. Frankfurt am Main 1586 (Digitalisat).
  - Kreutterbuch deß hochgelehrten unnd weitberühmten Herrn D. Petri Andreae Matthioli : jetzt widerumb mit viel schönen neuwen Figuren, auch nützlichen Artzeneyen, und andern guten Stücken, zum andern mal auß sonderm Fleiß gemehret und verfertigt. Franckfort am Mayn : [Johann Feyerabend für Peter Fischer & Heinrich Tack], 1590 (Digitalisat).
- Hortus medicus et philosophicus. Frankfurt am Main 1588 (Digitalisat).
- Symbolorum et emblematum ex animalibus quadrupedibus desumtorum centuria altera collecta. Nürnberg 1595.
  - Frankfurt 1661 (Digitalisat).
- Symbolorum et emblematum centuriae tres: I. Ex herbis & stirpibus. II. Ex animalibus quadrupedibus. III. Ex. volatilibus & insectis. 2. Auflage, Heidelberg 1605 (Digitalisat).